# オリバー ニューヨーク子猫ものがたり
『オリバー ニューヨーク子猫ものがたり』（オリバー ニューヨークこねこものがたり、原題：Oliver & Company）は、1988年に公開されたディズニーの長編アニメーション作品である。ミュージカル映画に分類されることもある。日本では、1990年7月21日にワーナー・ブラザースでの配給で公開された。日本での同時上映は「白雪姫」と「ミッキーのがんばれサーカス」。
チャールズ・ディケンズの小説『オリバー・ツイスト』を原作としているが、主人公たちを子猫や犬に、舞台を現代（1980年代）のニューヨークに変更するなど、大胆な翻案が加えられている。
声優にビリー・ジョエルやベット・ミドラーを起用したことが話題になった。

## 概要
本作の企画を最初に出したのは、1984年にウォルト・ディズニー・カンパニー映画事業部の責任者に就任したジェフリー・カッツェンバーグであった。元々はカッツェンバーグがパラマウント映画に在籍していた時分にディケンズの古典『オリヴァー・ツイスト』の舞台を現代ニューヨークに移し替えたミュージカル映画を企画していた。
カッツェンバーグの企画では実写映画であったが、ディズニー・スタジオのアニメーターたちを経て、主人公オリバーを含む登場人物を動物に変更するというアレンジが加えられた。
さらに、カッツェンバーグは、ブロードウェイの舞台音楽界から作詞家ハワード・アシュマンを抜擢し、本作へ参加させている。
本作の興行収入は、前作『オリビアちゃんの大冒険』の2530万ドル、前々作『コルドロン』の2120万ドルと比べて、倍増以上の5320万ドルであり、ウォルト・ディズニー・カンパニー新体制の改革成果と見ることができる。
また、マクドナルドのミールトイにディズニーのキャラクターが登場したのもこの作品からとなっている。

## ストーリー
ニューヨークの路上で子猫が売られていた。値下げしても、無料になっても売れ残っていたオレンジ色の子猫（オリバー。この時点で名前はまだ無い）は、ある大雨の夜に路上に放り出されてしまう。偶然出会ったドジャーという悪賢い犬に「街で暮らすコツ」を教えてもらうが、それはホットドッグ屋からソーセージを盗むダシに使われただけだった。オリバーは、ソーセージの分け前をもらうべくドジャーを追って、港に停泊している船の隠れ家へとたどり着く。
船はフェイギンという貧しい人間の男の住処で、ドジャーたち5匹の犬が飼われていた。フェイギンは、ドジャーたちに悪事を働かせて金集めをしていた。この日の収穫は、腐った財布など、ガラクタばかり。そこへ、2匹のドーベルマンを連れた悪党のサイクスがやって来る。フェイギンはサイクスから借金をしており、3日以内に金を返さないと命はないと脅されていた。
次の日、子猫も5匹の犬たちの仲間入りを果たして、停めてあった車から盗みを働くことに協力する。その車には、金持ちの家の少女ジェニーが乗っており、子猫はジェニーに見つかり、彼女の家に連れて行かれる。ジェニーは子猫を「オリバー」と名付け、餌を与えて遊ぶうち、すっかり仲良くなる。しかし、事情を知らないドジャーたちは、仲間になったオリバーを救出しようと、ジェニーの家から連れ出してしまう。
フェイギンは連れ戻されたオリバーが、名前と5番街の住所の書かれた立派な首輪を付けていたので、金持ちに拾われたと考えた。そしてオリバーを利用して身代金を請求しようと、脅迫状をジェニーの家に送りつける。しかし、オリバーを拾ったのが幼い少女であり、ジェニーにとっての全財産が小さな貯金箱だったと知ると、良心の呵責に苛まれた末、オリバーをジェニーに無償で返してあげることにする。だが、そこへサイクスが乱入し、身代金目当てにジェニーを誘拐してしまう。
オリバー、ドジャー、フェイギンたちは、サイクスのアジトに乗り込み、ジェニーを救出するのだった。

## 登場人物

### 主人公とその仲間たち
オリバー
主人公のオレンジ色の子猫。原作『オリバー・ツイスト』とは違い、特に出生の秘密などは無い。
ドジャー
ジャック・ラッセル・テリア。腕っぷしはあまり強くないが、口が達者で頭が回るため、フェイギンの犬たちのリーダー的存在。
ティト
チワワ。フルネームは、イグナシオ・アロンゾ・フリオ・フェデリコ・デ・ティト。配線に噛み付いて機械を操作するのが得意。ジョルジェットに一目惚れし、終盤で相思相愛になるものの、彼女に着せられた奇抜な服に嫌気がさして逃げ出した。
アインシュタイン
グレート・デーン。鈍い性格だが、大柄で頑丈なのを活かして突撃隊長を務める。
フランシス
ブルドッグ。演技派で芝居のテレビ放送をよく見ている。ティトには「フランキー」と呼ばれ、「フランシスだ」と訂正することもしばしば。原語版ではイギリス英語のアクセントで話す。
リタ
サルーキ。フェイギンの犬たちの紅一点。劇中でロスコーに言い寄られている。フォックスワース家にいるオリバーが幸せに暮らしているのだと察していた。
フェイギン
ドジャーたちの飼い主。ドジャーたちに掏りなどをやらせて生活している。サイクスから借金をしており、支払期日が迫っている。物語終盤ではウィンストンと一緒にプロレスの試合中継を見ていた。

### フォックスワース家
ジェニー
フォックスワース家の一人娘。両親は仕事で海外へ出かけている。オリバーを拾い、名前を付けた。
ウィンストン
フォックスワース家の運転手兼ジェニーの世話役。ジェニーの食事を料理したり家事なども行っている。普段は温厚だが、テレビのプロレスの試合を見ている時は荒い口調になっていた。
ジョルジェット
フォックスワース家に飼われているプードル。コンテストに何度も優勝する美犬。そのせいかかなり高慢でナルシスト。新参者のオリバーを追い出そうとドジャー達を家に入れる手引きをした。最初は汚い野良と嫌っていたが、次第にティトに惹かれていった。

### 悪役
サイクス
金貸し。本作のディズニー・ヴィランズ。自分が貸した金を返さない者は容赦なく殺害する冷酷非情な性格。最期は地下鉄に轢かれて死亡する。
ロスコー、デソート
サイクスに飼われる残忍なドーベルマンたち。最期は、一緒にサイクスの車から第三軌条方式の地下鉄線路に転落して感電死した。原語版ではどちらもイタリア語訛りのアクセントで話す。
デソートは、追い詰めたオリバーに鼻を引っ掻かれるなど、ロスコーに比べ間抜けな描写が目立つ。

## キャスト
| 役名                 | 原語版声優                                          | 日本語吹き替え |
| -------------------- | --------------------------------------------------- | -------------- |
| オリバー             | ジョーイ・ローレンス                                | 藤田哲也       |
| ドジャー             | ビリー・ジョエル                                    | 松崎しげる     |
| ティト               | チーチ・マリン                                      | 三ツ矢雄二     |
| アインシュタイン     | リチャード・マリガン                                | 島香裕         |
| フランシス           | ロスコー・リー・ブラウン                            | 富田耕生       |
| リタ                 | 台詞：シェリル・リー・ラルフ 歌：ルース・ポインター | 尾崎亜美       |
| フェイギン           | ドム・デルイーズ                                    | 池田勝         |
| サイクス             | ロバート・ロッジア                                  | 石田太郎       |
| ロスコー             | トーリン・ブラック                                  | 小林清志       |
| デソート             | カール・ウァイントローブ                            | 江原正士       |
| ジェニー             | 台詞：ナタリー・グレゴリー 歌：マイハン・トラン     | 里中茶美       |
| ウィンストン         | ウィリアム・グローヴァー                            | 藤本譲         |
| ジョルジェット       | ベット・ミドラー                                    | 木の実ナナ     |
| ソーセージ屋のルイ   | フランク・ウェルカー                                | 千葉耕市       |
| テレビ番組の男       |                                                     | 大木民夫       |
| カップルの男         |                                                     | 大塚芳忠       |
| ダルメシアンの飼い主 |                                                     | 大塚芳忠       |
| 大勢の犬の飼い主     |                                                     | 大塚芳忠       |
| プロレスの実況       |                                                     | 大塚芳忠       |
| カップルの女         |                                                     | ならはしみき   |
| ジェニーの友達       |                                                     | ならはしみき   |
| 通行人               |                                                     | 弘中くみ子     |

## 挿入歌
主題歌『Once Upon a Time in New York City』（ヒューイ・ルイス）
劇中歌『Why Should I Worry?』（ビリー・ジョエル）
『Streets of Gold』（シェリル・リー・ラルフ、ビリー・ジョエル）
『Perfect Isn't Easy』（ベット・ミドラー）
『Good Company』（マイハン・トラン）

### 日本語吹き替え版挿入歌
主題歌『いつかニューヨークの街で』（関口誠人）
劇中歌『ホワイ・シュッド・アイ・ウォーリー?』（松崎しげる）
『ストリーツ・オブ・ゴールド』（尾崎亜美）
『完璧なのも楽じゃない』（木の実ナナ）
『いつでも一緒』（里中茶美）
里中茶美が歌うイメージソング『オリバー』（c/w『Good Company』）のシングルCDが1990年7月21日に発売されている。

## 特徴
本作品は、ディズニーのアニメーション映画として、コンピュータによる作画が多用された最初の作品であることが、DVDに収録されたメイキングで語られている。フェイギンが犬たちを乗せるスクーターの作画や、ジョルジェットが階段を降りてくるシーンの回り込み、クライマックスの追跡シーンなどの作画にコンピュータが使用されている。

## 備考
- 序盤にドジャーが『Why Should I Worry?』を歌いつつ街を歩くシーンでは、『わんわん物語』や『101匹わんちゃん』の犬のキャラクターたちがカメオ出演している。